# Anomalobuthus lowei
Espèce
Anomalobuthus lowei est une espèce de scorpions de la famille des Buthidae.

## Distribution
Cette espèce est endémique de l'oblys d'Almaty au Kazakhstan. Elle se rencontre vers Kapchagaï.

## Habitat
Cette espèce psammophile se rencontre dans le sable de la vallée de l'Ili.

## Description
La femelle holotype mesure 34,88 mm.

## Étymologie
Cette espèce est nommée en l'honneur de Graeme Lowe.

## Publication originale
- Teruel, Kovařík & Fet, 2018 : « Revision of the Central Asian scorpion genus Anomalobuthus Kraepelin, 1900, with descriptions of three new species and a generic synonymy (Scorpiones: Buthidae). » Euscorpius, no 270, p. 1-45 (texte intégral).